# San Sicario Fraiteve
Il San Sicario Fraiteve è un impianto sportivo di Cesana Torinese, realizzato per i XX Giochi olimpici invernali disputati a Torino nel 2006. L'impianto fu costruito all'arrivo dell'omonima pista sciistica che ospitò gli eventi di discesa libera femminile, supergigante femminile e prova di discesa libera della combinata femminile di sci alpino.

## Storia
L'impianto venne realizzato nel 2003, con fondi pubblici, dall'Agenzia Torino 2006 per ospitare gli eventi di discesa libera femminile, supergigante femminile e prova di discesa libera della combinata femminile di Sci alpino ai XX Giochi olimpici invernali di Torino nel 2006.
Precedentemente ai Giochi, come "test event" di prova della nuova struttura, l'impianto ospitò le gare femminili delle omonime discipline valide per la Coppa del Mondo di sci alpino del 2005.